# Juan José Arévalo
Juan José Arévalo Bermejo (Taxisco, 10 de septiembre de 1904-Ciudad de Guatemala, 8 de octubre de 1990), fue un estadista, educador, político, diplomático y escritor guatemalteco, presidente de Guatemala desde el 15 de marzo de 1945 hasta el 15 de marzo de 1951.
Hijo de Mariano Arévalo Bonilla y Elena Bermejo de Paz, obtuvo en 1934 el doctorado en Filosofía y Ciencias de la Educación en la Universidad Nacional de La Plata en Argentina, desempeñándose luego como profesor en la Universidad Nacional de Tucumán y Universidad de Buenos Aires, secretario de la Facultad de Humanidades y Ciencias de la Educación de la Universidad de La Plata, inspector de la Universidad Nacional de Cuyo y organizador de la Escuela Normal de San Luis.
En 1944, fue elegido presidente de Guatemala de 1945 a 1951 tras la Revolución de 1944. Es considerado el primer presidente libre y popularmente electo en ese país centroamericano. Durante su gobierno se produjeron más de 30 intentos de golpes de estado; luego, durante el gobierno del coronel Jacobo Árbenz Guzmán, quien le sucedió en el cargo, fue embajador itinerante de Guatemala. Se definió a sí mismo como un socialista espiritual, que impulsó numerosas reformas para integrar a las clases más pobres de la sociedad guatemalteca, basado en el New Deal del presidente estadounidense Franklin D. Roosevelt; sin embargo, por ser estas reformas totalmente nuevas para Guatemala, la derecha de su país lo tildó de comunista. Fue también un prolífico escritor, cuyas obras versan sobre temas de pedagogía e historia de Guatemala. Durante su exilio fue embajador de Guatemala en Francia, Chile, Venezuela, República Dominicana e Israel, y regresó a Guatemala en 1978. Finalmente murió en la Ciudad de Guatemala, el 8 de octubre de 1990.
Es padre del actual presidente  de la República de Guatemala Bernardo Arévalo.

## Biografía

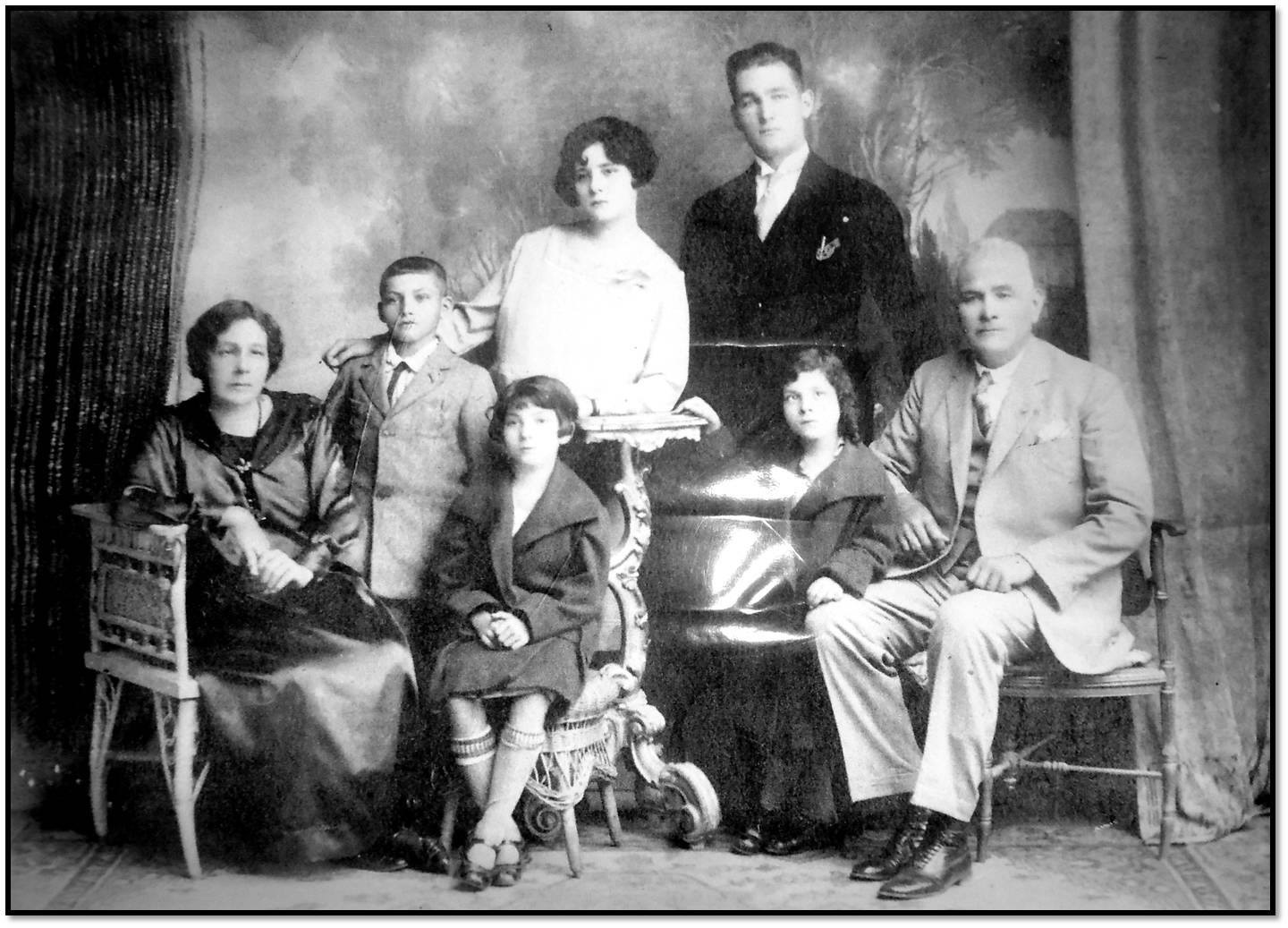
Arévalo Bermejo durante su adolescencia en una foto familiar.

Arévalo nació en Taxisco, Santa Rosa, el 10 de septiembre de 1904, hijo de Mariano Arévalo Bonilla y Elena Bermejo de Paz. Nació en el seno de una familia de clase media baja. Desde su niñez demostró liderazgo e inteligencia, fue compañero de estudios de Luis Martínez Mont desde los diecisiete años, con quien fueron discípulos del profesor Miguel Morazán en la Escuela Normal Central para Varones. Martínez Mont y Arévalo fueron desde entonces entrañables amigos; estudiaron juntos magisterio y para 1923 ya eran profesores ejemplares en la Escuela Normal Central para Varones. También se embarcaron en la creación de una revista literaria, que llamaron Alba y aunque solo tuvo cuatro números, publicó textos de los reconocidos escritores guatemaltecos Rafael Arévalo Martínez, Flavio Herrera y Carlos Wyld Ospina. En 1927, como parte de su proyecto educativo, el gobierno del general Lázaro Chacón había convocado a un concurso para docentes, donde los mejores serían premiados con becas para estudiar pedagogía en el extranjero; ambos ganaron: Martínez Mont partió hacia Suiza y Arévalo hacia Argentina.
Su partida de nacimiento oficial se encuentra microfilmada y digitalizada por familysearch.org.
El año 1932 fue difícil para Arévalo: el gobierno del general Jorge Ubico había decidido recortarles la pensión que les enviaba mensualmente y que les servía para dedicarse a estudiar de lleno. En un principio recibían 175 quetzales mensuales pero ahora se les entregarían solo 116 quetzales; esta reducción obedeció a los cambios en educación que hizo el general Ubico, quien no prosiguió el proyecto de reestructuración que habían iniciado los generales José María Orellana y Lázaro Chacón.

### Retorno a Guatemala y gobierno de Jorge Ubico
La situación en Guatemala se complicaba para los intelectuales ya que sus proyectos en el extranjero fracasaban; Luis Martínez Mont, Arévalo y dos amigos más se marcharon y se prometieron «servir a Guatemala desde fuera, pero servirla limpios de culpa, pues el país era cada día más una cárcel. Los cementerios crecían a velocidad inusitada, el magisterio estaba intimidado». Debido al gobierno autoritario de Jorge Ubico Castañeda, no era fácil poder salir del país en esos días. En 1932, a Luis Martínez Mont lo invitaron a un viaje a Washington como parte de una delegación oficial, y concluyeron que era una oportunidad única para marcharse de Guatemala; Martínez pensó que desde Estados Unidos sería sencillo volar a Suiza y retomar sus contactos. Arévalo también ideó un plan: enviarle un telegrama a Ubico para informarle que iría a visitar a unos amigos a Argentina y que estaría fuera solamente unos días. Ambos prometieron escribirse algún texto cifrado para confirmar que era seguro partir; el primero en hacerlo fue Martínez Mont, quien redactó desde Washington: «Johnny Walker. Todo va bien. No dejes pasar el mes de septiembre sin demostrar que tienes grande la quijada. Salú che». Arévalo entendió el mensaje como una invitación a irse de Guatemala; pero cuando apenas estaba llegando a Buenos Aires se enteró de que Martínez no voló a Suiza sino que retornó a Guatemala, a integrarse en el gabinete de Ubico y unos meses después le habían nombrado director de la Escuela Normal Central para Varones. «Aquella enigmática carta desde Washington insinuándome que aprovechara el mes de septiembre para abandonar el país, aparecía ahora con los visos de un empujón a fin de que yo dejara el campo vacío», «no me lo expliqué nunca», escribió Arévalo.
En 1934 obtuvo el doctorado en Filosofía y Ciencias de la Educación en la Facultad de Humanidades y Ciencias de la educación de la Universidad Nacional de La Plata por la tesis titulada "La pedagogía de la personalidad".
En 1936 fue designado titular de la cátedra de Literatura en la recién creada Facultad de Filosofía y Letras de Universidad Nacional de Tucumán en Argentina. Simultáneamente fue elegido como secretario de la Facultad de Humanidades y
Ciencias de la Educación en la Universidad de la Plata. En ese momento publica La filosofía de los valores en la pedagogía, que le abrió camino para ser nombrado profesor adjunto de Ciencias de la Educación en la Facultad de Filosofía y Letras de la Universidad de Buenos Aires. El prestigio ganado en Argentina por sus ideas renovadoras en el campo de la pedagogía, llevó a que la Universidad Nacional de Cuyo lo contratara para reorganizar la Escuela Normal de San Luis y proyectar un Instituto Pedagógico. En abril de 1943 fue nombrado inspector General de los establecimientos educativos de la Universidad de Mendoza, pero renuncia cuando se produce el golpe de Estado de 1943. Para ese momento, se encontraba ya separado de su primera esposa Elisa Martínez Contreras. Nuevamente designado profesor en la Universidad de Tucumán, lo sorprende el derrocamiento de Ubico y el llamado de la juventud guatemalteca, que lo ha proclamado candidato a la presidencia.

### Llegada al poder

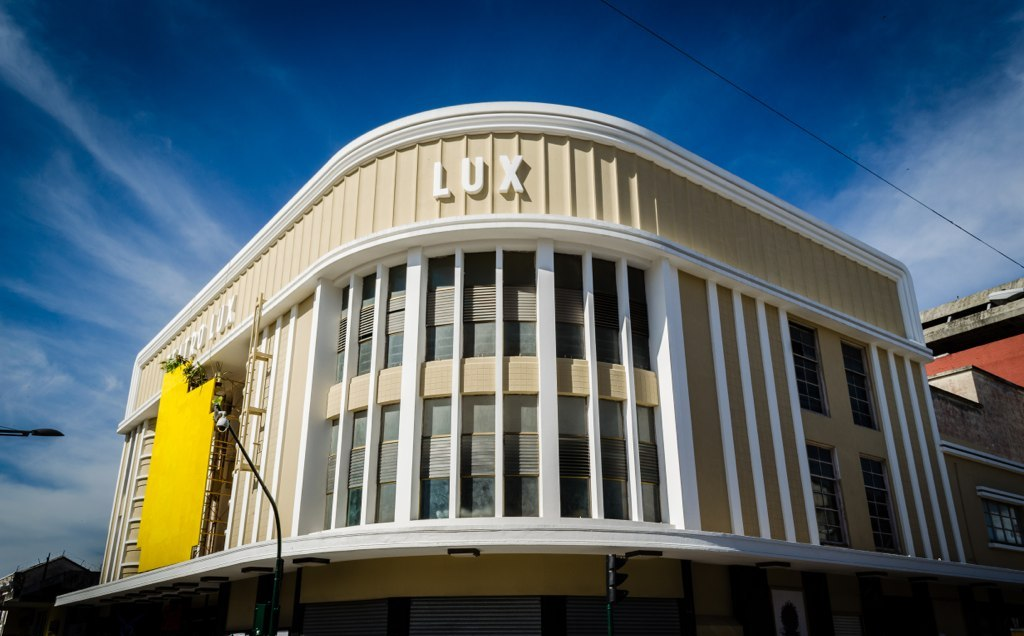
El Teatro Lux en la sexta avenida de la zona 1. Aquí ocurrió el episodio donde el pueblo ovacionó a Arévalo durante la exposición del plan de trabajo del candidato presidencial Adrián Recinos en 1944.

Para la inmensa mayoría de los participantes en las manifestaciones contra el gobierno autoritario de Ubico, y para el resto del pueblo guatemalteco, el Dr. Arévalo era prácticamente un desconocido. Pero un proceso interno de los grupos involucrados en la Revolución de Octubre lo llevó a la presidencia. Como resultado de las jornadas de junio de 1944 que llevaron a la renuncia del general Jorge Ubico, se formaron dos partidos revolucionarios:
1. El «Frente Popular Libertador» (FPL) que era el «partido estudiantil»[a] formado y dirigido por los jóvenes que desde las asociaciones estudiantiles refundaron la Asociación de Estudiantes Universitarios[b] Entre sus principales dirigentes, todos estudiantes de la Universidad Nacional, figuraron los hermanos Mario y Julio César Méndez Montenegro, Manuel Galich, José Manuel Fortuny, y muchos más, junto con algunos profesionales jóvenes como Augusto Charnaud y Alfonso Bauer Paiz. Este partido creció enormemente en todo el país, pues muchos de los líderes estudiantiles eran de provincia y tenían liderazgo y prestigio en sus pueblos de origen.[c][11]
2. El otro partido se llamó «Renovación Nacional» y estaba formado principalmente por maestros y profesionales más adultos, como Juan José Orozco Posadas, quien se dice que fue el que mencionó al Dr. Arévalo como el indicado para candidato presidencial. Este grupo no tuvo nunca el empuje político ni el arraigo popular que alcanzó el FPL, pero estaba formado por los amigos más cercanos a Arévalo y él los utilizó para hacer contrapeso al FPL y después al «Partido de Acción Revolucionaria» (PAR)[d][11]

La falta de una «figura nacional» entre los estudiantes universitarios que formaban el «Frente Popular Libertador» y la necesidad de encontrar un personaje que no estuviera comprometido con uno u otro partido hizo entonces que se buscara a un hombre sin que haya participado en la política, sin nexos con los gobiernos autoritarios, y con una excelente formación academíca: se decidió por el Dr. Arévalo Bermejo, este era un distinguido maestro egresado de la Escuela Normal para Varones. Con estos factores, la candidatura de Arévalo fue acogida de tal manera que se convirtió en un personaje distinguido. Habían surgido otros movimientos políticos, como el «Partido Social Democrático», integrado por abogados en su mayoría conservadores y liderados por un militar distanciado del general Ubico, el coronel Guillermo Flores Avendaño. El otro grupo era la «Unión Cívica», encabezada por Jorge Toriello Garrido.
A tal grado llegó la popularidad del candidato del FPL y de RN, que sus seguidores gritaban «¡Viva, Arévalo!», el cual se pronunciaba en viva voz en los mítines, e incluso en los mítines de los oponentes: por ejemplo, cuando el licenciado Adrián Recinos, otro de los candidatos a la presidencia, llevó a cabo la presentación de su plan de gobierno: justo en el momento en que se abrió el telón se escuchó un débil grito de «¡Viva, Arévalo!», lo que bastó para que el público que abarrotaba el teatro estallara en una ovación para el Dr. Arévalo. La ovación fue de tal magnitud, que el licenciado Recinos y sus colaboradores tuvieron que retirarse sin poder exponer ninguno de sus puntos, y bajo una lluvia de improperios.

### Elecciones presidenciales de 1944
En las elecciones de 1944, considerada por los historiadores como las primeras elecciones transparentes en Guatemala, Arévalo obtuvo más del 85% de los votos emitidos y consiguió la Presidencia de la República el 15 de marzo de 1945.

## Gobierno

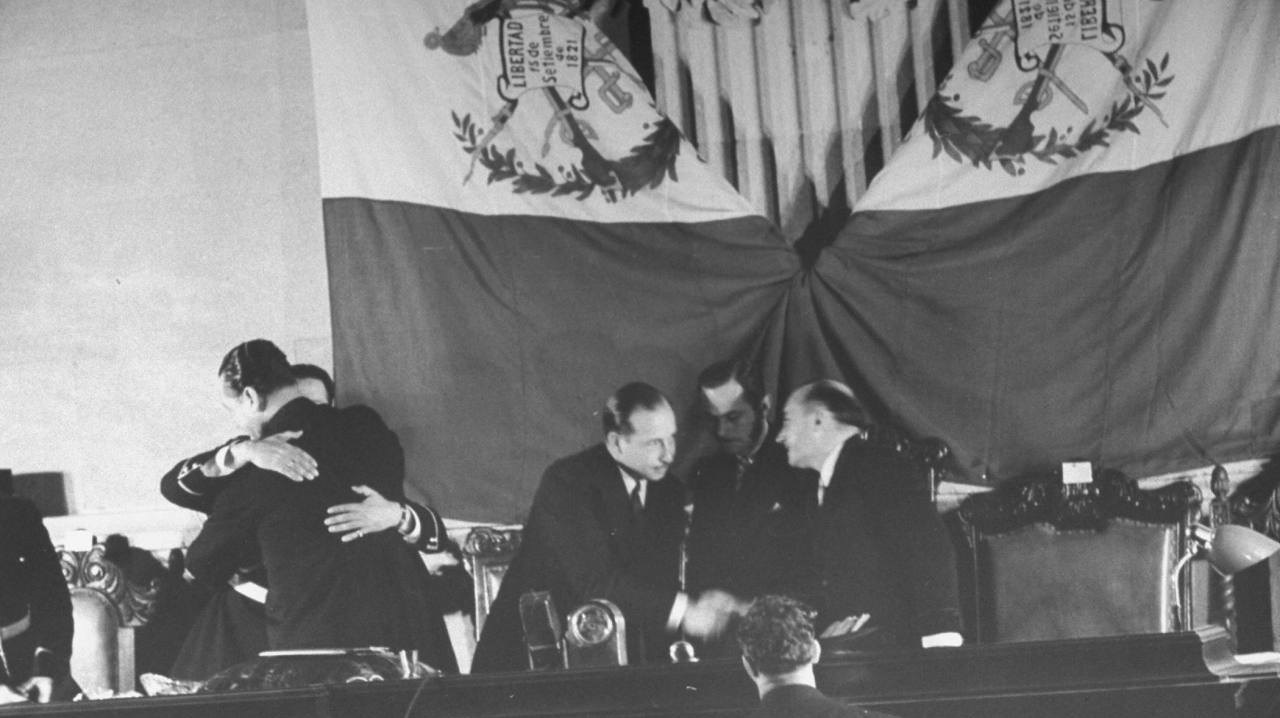
Toma de posesión de Juan José Árevalo

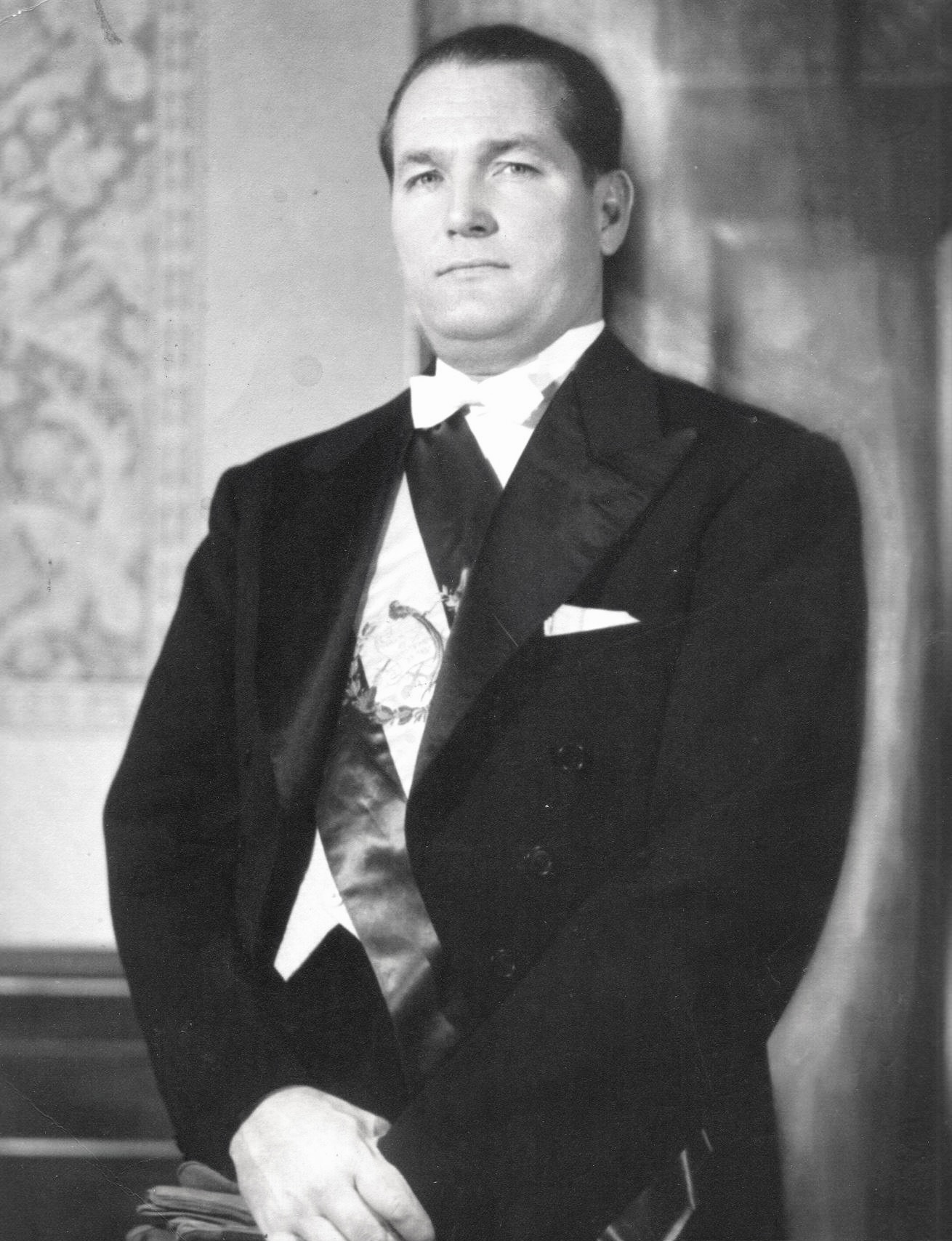
Presidente Arévalo en su toma de mando

Durante su gestión, conocida como el Primer Gobierno de la Revolución se produjeron cambios sociales de gran importancia en la vida de los guatemaltecos. Desde 1901 y hasta la revolución de octubre, Guatemala había sido una clásica república bananera: con gobiernos autoritarios al servicio de la frutera norteamericana United Fruit Company. Su filosofía de un «socialismo espiritual» también conocida como «Arevalismo» fue contrario a esta estructura del país, y fue en parte el fundador de la creación del Ministerio de Trabajo, el Instituto Guatemalteco de Seguridad Social (IGSS), y la popular Colonia «El Maestro».

### Socialismo Espiritual (Arevalismo)
El socialismo espiritual estaba enfocado en el desarrollo moral de Guatemala, con la intención de "liberar al hombre psicológicamente". Arévalo, como pilar intelectual de la revolución, posicionó su doctrina teórica como integral para la construcción de una sociedad guatemalteca progresista y pacífica.
El Arevalismo enfatizaba la importancia de las libertades civiles como fundamento para el desarrollo humano, pero mantenía como principio político que "las libertades individuales deben ejercerse dentro de los límites del orden social". La democracia, según Arévalo, es una estructura social que requería la restricción de los derechos civiles en el caso de que estos derechos individuales se encuentren en conflicto con la seguridad nacional y la decisión de la mayoría. Este límite en los derechos civiles parece contradictorio a la noción de un gobierno de Guatemala que respeta el libre albedrío de los ciudadanos, sin embargo esta ambigüedad se asocia a como Arévalo no consideraba el liberalismo clásico como una guía aplicable a los gobiernos de Guatemala.
El socialismo Espiritual de Arévalo fue considerado erróneamente como una especie de «comunismo»[cita requerida] debido a este rompimiento con la estructura política dependiente de una trasnacional norteamericana, por esta razón, y por el ambiente macartista imperante en los Estados Unidos durante los gobiernos de Harry Truman y del general Dwight Eisenhower, su gobierno tuvo dificultades internas y en el entorno internacional con los gobiernos de la época. En realidad, el gobierno de Arévalo se oponía al marxismo, ya que Arévalo consideraba que "el comunismo era contrario a la psicología del hombre". A pesar de esto, Arévalo fue categorizado como comunista, y sufrió múltiples intentos de golpe de Estado. Respondiendo a ataques contra él por parte de anticomunistas, y haciendo referencia a la Segunda Guerra Mundial, dijo "temo que el occidente haya ganado la batalla, pero en sus ataques ciegos al bienestar social, pierda la guerra contra el fascismo".
El Arevalismo fue considerado un movimiento popular, opuesto al autoritarismo de la región y con la finalidad de liberar Guatemala de su dependencia de estados más desarrollados. Según la visión de Arévalo
, el carácter de la revolución de 1944 fue la búsqueda de una socialdemocracia moderna.

### Advertencia
La polarización que existía entre la población guatemalteca, en torno a las figuras de la Revolución de Octubre ha hecho que se difundan mitos diversos sobre los hechos que a continuación se describen; algunos personajes se han idealizado o demonizado dependiendo de quien es el que relata la historia.[cita requerida] En esta sección se ha intentado presentar únicamente las versiones que poseen más veracidad y fundamento, y en algunas ocasiones, se presentan las versiones de las dos tendencias predominantes, liberales y marxistas, obtenidas de las obras del escritor liberal Carlos Sabino y de los escritores e intelectuales izquierdistas guatemaltecos Luis Cardoza y Aragón y Carlos Guzmán-Böckler.

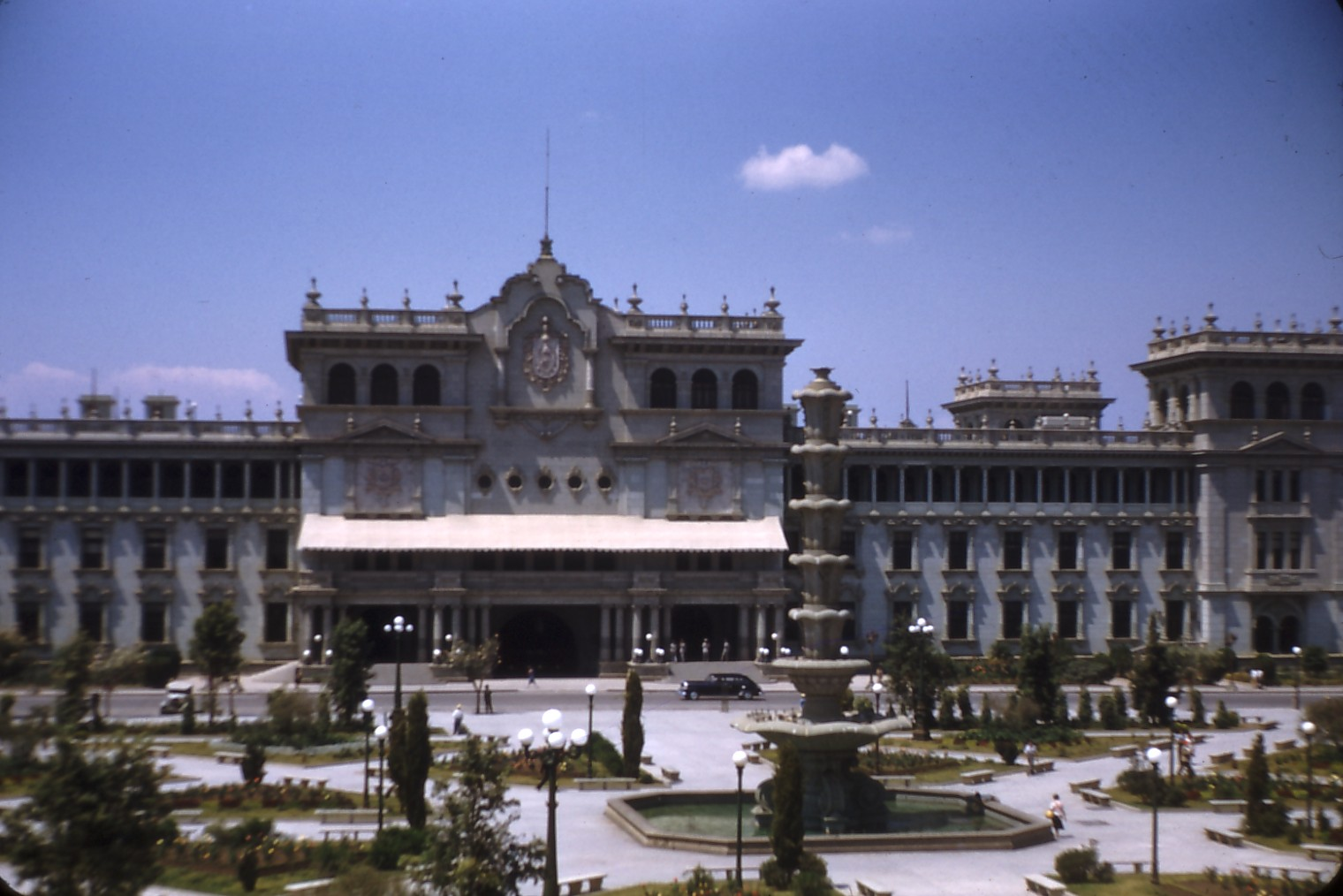
Así lucía el Palacio Nacional durante el gobierno del Dr. Arévalo.

### Política interna
El 13 de mayo de 1948 se promulgó la ley de Emisión del Pensamiento en Guatemala, la cual no censuraba ni coaccionaba el libre pensamiento en el país., y en 1949, la creación del Partido Guatemalteco del Trabajo (PGT) y su posterior legalización significó profundizar en la ampliación del espectro político al incluir un partido comunista.

### Poder judicial
Durante el gobierno de Arévalo se intentó cambiar las estructuras judicial —anteriores a la Revolución—. La rápida incorporación de nuevos derechos, la aparición de un parlamento legítimo y la dinámica revolucionaria generaron confianza en un sistema judicial. La creación del Código de Trabajo fue un logro evidente, pero también mostró que el sistema judicial tenía problemas para ajustarse a la rapidez del cambio.

### Ejército
Entre las reformas que se pusieron en marcha desde la caída del gobierno de Ponce Vaides y que se trataron de consolidar con la Constitución de 1945, la reestructuración del Ejército tuvo gran trascendencia: la suspensión del generalato, decretada desde los primeros momentos del triunfo del movimiento revolucionario, simbolizó esta transformación, que se completó con una inquietud por modernizar, profesionalizar e institucionalizar el Ejército. Por primera vez en la historia del país una Constitución concedió todo un capítulo y 13 artículos al tema del Ejército, asentando un modelo que sería retomado en las Constituciones posteriores. La norma constitucional estableció una reorganización del Ejército que resultó compleja y no siempre operativa: buscaba confirmar la autonomía funcional que por primera vez se le confería. Creó el Consejo Superior de la Defensa Nacional, órgano de consulta y colegiado, constituido por 23 miembros, algunos por elección y dentro de los cuales no se incluía al presidente de la República, a pesar de considerársele comandante en jefe del Ejército.
Los cargos superiores y operativos del Ejército eran:
- Jefe de las Fuerzas Armadas: designado por el Congreso de la República a propuesta del Consejo Superior de la Defensa Nacional
- Ministro de la Defensa Nacional: Árbenz fungió como Ministro de la Defensa durante el gobierno de Arévalo. Fue el primer ministro de esta cartera, pues la misma anteriormente se llamaba «Ministerio de la Guerra».

Entre ambos líderes se generaron no pocas rivalidades durante los diez años de vigencia de la Constitución de 1945, como las que opusieron al mayor Francisco Javier Arana, jefe del Ejército y líder de la derecha hasta su asesinato en 1949, al coronel Jacobo Árbenz Guzmán, ministro de la Defensa en ese tiempo, y líder de la izquierda. Por otra parte, algunas interpretaciones han insistido en que fueron precisamente el estatus jurídico. En este sentido, las votaciones para integrar el Consejo Superior de la Defensa Nacional y el propio carácter de este órgano, impulsaban la discusión para la toma de decisiones sobre la política militar que debía adoptar el Ejército de Guatemala y lo convertían en un estamento deliberativo.
Aun cuando la nueva regulación pudo haber contribuido al incremento del peso político del Ejército en el país, los cambios que se produjeron en la sociedad guatemalteca y en el contexto internacional durante aquellos años generaron entre muchos oficiales la sensación de su peso político frente a la debilidad del Estado y del resto de organizaciones partidistas y sociales.

### Economía
Los precios del café, principal producto agrícola que exportaban los guatemaltecos, ya que el banano era negocio exclusivo de los norteamericanos, alcanzaron los precios que habían perdido en 1930. Y, aunque la beneficiada en primer término fue la élite cafetalera, hubo una derrama suficiente para abrir nuevos negocios o ampliar los ya existentes en los rangos sociales intermedios de la capital y de algunas cabeceras departamentales. Asimismo, durante el gobierno de Arévalo hubo considerable expansión de las clases medias urbanas y ladinas del país, a las que hasta el sindicalismo recién organizado favoreció, puesto que muchos de los nuevos dirigentes y diputados obreros salieron de sus distintas ideales.

### Salud y Asistencia Social
La principal realización de su gestión gubernamental fue la creación del Instituto Guatemalteco de Seguridad Social (IGSS), Al promulgarse la Constitución de la República de aquel entonces, el pueblo de Guatemala, encontró entre las garantías sociales en el artículo 63, el siguiente texto: "se establece el seguro social obligatorio". La Ley regulará sus alcances, extensión y la forma en que debe de ser puesto en vigor. El 30 de octubre de 1946, el Congreso de la República de Guatemala, emite el Decreto número 295, "La ley orgánica del instituto guatemalteco de seguridad social " Se crea así una institución autónoma, de derecho público de personería jurídica propia y plena capacidad para adquirir derechos y contraer obligaciones, cuya finalidad es aplicar en beneficio del pueblo de Guatemala, un Régimen Nacional, Unitario y Obligatorio de Seguridad Social, de conformidad con el sistema de protección mínima. Un Régimen Nacional, Unitario y Obligatorio, esto significa que debe cubrir todo el territorio de la República, debe ser único para evitar la duplicación de esfuerzos y de cargas tributarias; los patronos y trabajadores de acuerdo con la Ley, deben de estar inscritos como contribuyentes, no pueden evadir esta obligación, pues ello significaría incurrir en la falta de previsión social; Durante el gobierno de Arévalo fue Ministro de Salud Pública y Asistencia Social el Dr. Julio Bianchi; en 2012 se descubrió que durante su gestión como ministro se practicaron entre 1946 y 1948 Experimentos sobre sífilis en Guatemala por miembros de universidades norteamericanas.

### Muerte del coronel Arana

#### Antecedentes

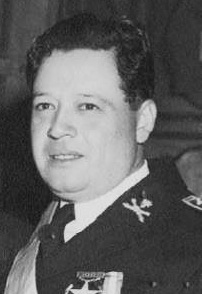
Francisco Javier Arana

La muerte del teniente coronel Francisco Javier Arana es de crítica importancia en la historia de Guatemala, pues fue un evento pivotal en la historia de la revolución guatemalteca: su muerte no solo abrió las puertas a la elección del coronel Jacobo Árbenz como presidente de la república en 1950 sino que también provocó una aguda crisis en el gobierno del doctor Arévalo Bermejo, quien se vio enfrentado contra un ejército que había sido fiel al mayor Arana, y a grupos civiles que aprovecharon la ocasión para protestar fuertemente contra su gobierno.
En 1947 el Dr. Arévalo, en compañía de un amigo y dos bailarinas rusas que estaban de visita en Guatemala, tuvo un terrible accidente automovilístico en la carretera a Panajachel: cayó al barranco y quedó gravemente herido, mientras que todos sus acompañantes murieron. Los dirigentes del PAR suscribieron un pacto con el teniente coronel Arana, en el que este se comprometía a no intentar ningún golpe de Estado contra el presidente convaleciente, a cambio de que los partidos revolucionarios apoyarían a Arana como su candidato oficial en las siguientes elecciones. Sin embargo, la recuperación del presidente fue casi milagrosa y pronto pudo hacerse cargo del gobierno nuevamente. Arana había aceptado este pacto porque quería ser conocido como un «héroe demócrata» de la sublevación contra Ponce y creyó que el «Pacto del Barranco» garantizaría su posición cuando llegara el momento de las elecciones a presidente.
Arana era una persona muy influyente en el gobierno de Arévalo, y había logrado ser nominado como el siguiente candidato a la presidencia, por delante del capitán Árbenz, a quien se le dijo que por su corta edad -apenas 36 años en ese tiempo- no tendría problema en esperar su turno para las elecciones siguientes.
De acuerdo a la constitución guatemalteca vigente en 1949, para que un oficial del ejército pudiera participar en las elecciones presidenciales debía renunciar a las fuerzas armadas en mayo de 1950, es decir seis meses antes de los comicios.  Arana se vio entonces en la encrucijada entre el camino legal y el golpe de Estado, pues perdería su poder sobre el ejército al iniciar su candidatura presidencial, la cual se veía cada vez más débil. El sucesor de Arana como jefe de las Fuerzas Armadas era elegido por el Congreso de Guatemala entre tres nomidados postulados por el Consejo Superior de la Defensa (CSD), ente formado por veintitrés oficiales, que incluía a Arana y a Árbenz como miembros por ser los mayores jerarcas militares del país, pero que también incluía miembros que eran electos cada tres años.  Arana sabía que su sucesor iba a ser un oficial no-aranista y decidió influir en las elecciones del CSD de 1949; las reuniones dentro del CSD fueron tensas y no se llegó a ningún acuerdo, más que posponer las elecciones de nuevos miembros para julio de 1949.  El viernes 15 de julio finalmente los aranistas se doblegaron y aceptaron que el voto fuera libre en las zonas militares y que los comandantes locales no supervisaran las votaciones.
Pero ese mismo día, Arana destituyó al coronel Francisco Cosenza, jefe de la Fuerza Aérea de Guatemala, y único arbencista entre los jefes militares; lo sustituyó por Arturo Altolaguirre Ubico sin pedir permiso al ministerio de la Defensa. Árbenz supo en ese momento que un golpe de Estado estaba en marcha y Arana, que estaba cansado de esperar, fue al despacho de Arévalo a enfrentar el 16 de julio; allí -según relatos posteriores pues no hubo testigos presenciales- le dio un ultimátum: Arévalo tenía que destituir a todo su gabinete y sustituirlo por colaboradores del militar o sería derrocado. Arévalo le dijo que le diera unos días para realizar los cambios ordenamente, a lo que Arana accedió, dando como plazo hasta las diez de la noche del 18 de julio -fecha en que se iban a iniciar las elecciones para el CSD-.  Ricardo Barrios Peña le recriminó a Arana este acuerdo, pues consideraba que Arana debió haber tomado el poder inmediatamente; pero Arana estaba seguro de su victoria y que quedaría como un presidente constitucional tras ganar las elecciones, en vez de un líder de facto.
Después de que Arana se retiró, Arévalo mandó a llamar a Árbenz y a otros importantes colaboradores, quienes al conocer del ultimátum acordaron secuestrar a Arana y enviarlo al exilio; el 17 de julio, mientras Arana estaba en la Quinta Samayoa, seguro de su triunfo, el comité permanente del Congreso de Guatemala se reunió secretamente para destituirlo como jefe de las Fuerzas Armadas. El presidente de Cuba Carlos Prío Socarrás, quien era amigo de Arévalo, estuvo de acuerdo en otorgar exilio al coronel Arana, quien sería transportado a Cuba por el coronel Cosenza.  Aunque el gobierno de Arévalo estaba seguro de que la captura del líder militar iniciaría una serie de descontentos por parte de los simpatizantes de Arana.

#### Hechos
El lunes 18 de julio por la mañana, Arana se presentó en el palacio presidencial y le dijo a Arévalo que iba a El Morlón, la residencia presidencial a orillas del Lago de Amatitlán, para confiscar un lote de armas que Arévalo había escondido allí luego de que las autoridades mexicanas las confiscaran a un grupo de exiliados dominicanos a quienes el gobierno guatemalteco se las había regalado para derrocar a Rafael Leónidas Trujillo. Las armas habían sido sustraídas de la base militar del Puerto de San José y ahora iba a confiscarlas en la residencia presidencial.  El historiador Piero Gleijeses considera que la visita de Arana a Arévalo fue «la de un hombre impulsivo cuya paciencia estaba agotada y que fue al palacio para presumir de su poder y para apurar al humillado presidente a que cumpliera con su ultimatum rápidamente».  Pero en lugar de amedrentar a Arévalo, lo único que consiguió fue que este supiera en donde iba a encontrarse y pusiera en marcha el plan para sacarlo al exilio; hábilmente, Arévalo le sugirió que se llevara al coronel Felipe Antonio Girón -jefe de la guardia presidencial- lo que confirmó a Arana de su aparente triunfo y de que Arévalo y Árbenz jamás se le enfrentarían.
Arévalo llamó a Árbenz para que se hiciera cargo de la situación, y este envió a varios hombres armados, quienes salieron desde la capital en dos carros e iban bajo las órdenes del jefe de la policía, teniente coronel Enrique Blanco y por el diputado del PAR Alfonso Martínez, un oficial retirado y amigo de Árbenz. Cuando Arana llegó al puente de La Gloria, un Dodge gris estaba parado allí obstruyéndole el paso. Después de la corta balacera quedaron tres fallecidos: Arana, su asistente el mayor Absalón Peralta y el teniente coronel Blanco. Los testigos presenciales nunca confirmaron cual fue el detonante de los disparos y si la intención había sido capturar a Arana como estaba previsto.

#### Consecuencias
Al conocerse la noticia de su muerte, la Guardia de Honor se alzó en armas y se iniciaron los combates en la ciudad, que continuaron durante veinticuatro horas mientras el resto del país esperaba el resultado. Aunque pareció que los aranistas iban a triunfar aquel 18 de julio, no lograron su objetivo porque carecían de un líder que los dirigiera contra las escasas fuerzas leales al presidente que estaban dirigidas por Árbenz, quien demostró mucha perspicacia y habilidad militar.  El coronel Carlos Castillo Armas, uno de los principales colaboradores de Arana, estaba en Mazatenango observando las elecciones para el CSD y no se atrevió a regresar mientras que el comandante de la Guardia de Honor, coronel Juan Francisco Oliva, fue detenido en el Ministerio de la Defensa, a donde lo había llamado Árbenz menos de una hora después de la muerte de Arana.
Para el amanecer del 19 de julio, en el gobierno había la iniciativa: el coronel Cosenza había arrestado a Altolaguirre Ubico en la Fuerza Aérea y numerosos civiles habían tomado las armas de los depósitos del fuerte de Matamoros y de un pequeño cuartel que Árbenz había tomado durante la noche. Los leales al gobierno sitiaron la Guardia de Honor, que también fue atacada por la Fuerza Aérea, con bombas obsoletas que muchas veces no estallaron; finalmente, el cuartel se rindió y la lucha se dio por concluida con un saldo de ciento cincuenta muertos y más de doscientos heridos.  La versión oficial -propuesta por Arévalo e impuesta por este a sus ministros, incluyendo a Árbenz- era que los miembros reaccionarios de la sociedad guatemalteca habían sido los culpables de la muerte del coronel Arana, algo que muchos guatemaltecos vieron con incredulidad desde el principio, pues se sabía que Martínez estaba herido y que este era incondicional de Árbenz; esto dio pie para que se iniciaran los rumores de un complot par asesinar al coronel Arana, los cuales han persisitido hasta la actualidad y que inculpan directamente a Árbenz de ser el responsable de la muerte de un rival que habría estado «robándole protagonismo».  De acuerdo a una entrevista entre Piero Gleijeses y Ricardo Barrios Peña, este último habría asegurado que esto fue hecho a propósito por Arévalo para traspasar toda la culpa a Árbenz.
El ministro de Educación, Carlos Manuel Pellecer, en una manifestación en apoyo al gobierno, rechazó la versión oficial y mencionó el golpe de Estado que Arana había intentado; inmediatamente, el gobierno arevalista rechazó las declaraciones de Pellecer y lo destituyó de su importante cargo oficial.

### Tras recuperar la estabilidad
Con el aumento del precio del café en 1947, y el pago de la Deuda Inglesa que hizo Ubico justo antes de renunciar, aunque la beneficiada en primer término fue la cafetalera, monocultivista y monoexportadora, hubo una derrama suficiente para abrir nuevos negocios o ampliar los ya existentes en los rangos sociales intermedios de la capital y de algunas cabeceras departamentales. En pocas palabras, esos fueron algunos de los años de considerable expansión de las clases medias urbanas y ladinas del país, a las que hasta el sindicalismo recién organizado favoreció, puesto que muchos de los nuevos dirigentes y diputados obreros salieron de sus distintas capas.

### Relación con la prensa
Al principio de su gobierno, toleró la libertad de prensa, pero cuando esto fue aprovechado por la derecha guatemalteca y la United Fruit Company para hacer campaña de desprestigio incesante, tuvo serios altercados con el cuarto poder. El escritor, abogado y numismático Manuel Coronado Aguilar, quien lo detestaba personalmente, escribió el libro El Año 2001 (1959) en donde acusa al presidente Arévalo de imponer la «ley mordaza» a la prensa y de conculcar los derechos de la Iglesia católica.

#### Nuestro Diario
El gobierno de Arévalo compró el periódico Nuestro Diario de Federico Hernández de León para contrarrestar la prensa negativa que en este se le hacía; se pretendía que el periódico se publicaran como editoriales unos artículos partidistas escritos por altos funcionarios públicos. El director, Pedro Julio García, prefirió renunciar; y junto con él se fueron todos los colaboradores del diario, los que a la larga fundaron Prensa Libre.

#### La Hora
En enero de 1948, la Asociación de Periodistas de Guatemala logró que el Congreso de la República dejara sin efecto la decisión del Ejecutivo de mandar a cerrar el diario La Hora después de que su director, Clemente Marroquín Rojas, hubiese cuestionado la pasividad del Ejército en la reivindicación del territorio de Belice, desaprovechando la coyuntura de que el poderío de Inglaterra estaba mermado luego de la Segunda Guerra Mundial.

### Educación
Muchos de los cambios que el gobierno del general Lázaro Chacón intentó no pudieron llevarse a cabo, principalmente por el inicio de la crisis en 1929.
Cuando Jorge Ubico tomó la presidencia en 1931, acabó con todas las novedades en materia educativa y dificultó seriamente las condiciones para el magisterio nacional ya que su enfoque principal era mantener la estabilidad económica de Guatemala frente a la Gran Depresión. El proyecto educativo permaneció dormido hasta que fue retomado por el gobierno de Arévalo quien llevó a cabo todos los cambios que Chacón solamente pudo intentar.
Arévalo inició la construcción de la Biblioteca Nacional y del Archivo General de Gobierno -actualmente llamado Archivo General de Centro América del Conservatorio Nacional de Música y la reorganización del Ballet Guatemala, la Orquesta Sinfónica Nacional y del Coro Nacional.

#### Universidad popular
Esta institución fue fundada en 1922 y estaba encargada de la educación popular. La institución había sido cerrada en 1932 por el gobierno del general Jorge Ubico. El nombre de Universidad se utilizó para hacer ver a la población guatemalteca que ya no solo la élite académica podía tener acceso a la educación. De esta manera, profesionales de varias áreas impartieron clases ad honorem. Los objetivos de la Universidad Popular en Guatemala se centraban en los tres aspectos fundamentales del problema educativo que enfrentaba el país:
1. Enseñar a leer y escribir.
2. Enseñar el círculo de conocimientos generales a las personas que por circunstancias de la fortuna no habían podido adquirirlas.
3. Difundir en el pueblo las nociones más importantes de higiene, de instrucción cívica y moral, para obtener un mejoramiento en las condiciones físicas y espirituales de la gran masa.[42]

#### Educación media
En la capital se fundó el Instituto Normal de «Señoritas Centroamérica» (INCA), el Instituto Normal Mixto «Rafael Aqueche», el Instituto Normal Mixto Nocturno, la Escuela Normal Rural Alameda y de las Escuelas Tipo Federación. El número de alumnos aumentó en gran medida en los establecimientos ya existentes.

#### Universidad de San Carlos
En 1945, fundó la Facultad de Humanidades, con su departamento de pedagogía, e inició un período de cultura: se realizaron las primeras investigaciones de carácter pedagógico y se trató de enlazar a facultad de con los grandes problemas nacionales.

### Política exterior
El 17 de noviembre de 1948, arribó a Guatemala el nuevo embajador de Estados Unidos Richard Patterson. Los enemigos políticos de Arévalo esperaban al nuevo embajador para salvar a la nación, amenazada por los comunistas que presuntamente su gobierno toleraba y hasta protegía. Patterson, copropietario de una fábrica de plumas fuente. Su designación de embajador había sido solicitada por la United Fruit Company, para que se modificara el Código de Trabajo, ya que este afectaba los intereses de la frutera.
Un embajador de un país de América del Sur, que residía en Honduras, le dijo al presidente Arévalo que tenía información confiable según la cual la misión de Patterson era derrocarlo. Arévalo entonces le dijo a su ministro de Relaciones Exteriores Enrique Muñoz Meany, que no atendería al nuevo embajador en la oficina presidencial porque quería evitar expulsarlo de esa oficina. Prefirió, entonces atenderlo la primera vez para que presentara sus cartas credenciales en el Salón de Recepciones y las veces siguientes en el Salón de Banquetes, ambos en el Palacio Nacional. El primer encuentro entre ambos ocurrió el 18 de noviembre, para la presentación de cartas credenciales; Patterson no hablaba castellano, y Arévalo no quiso hablarle en inglés. Transcurridos ocho días, Patterson solicitó la primera entrevista, en la cual le informó al presidente que la United Fruit Company se oponía a que el Código de Trabajo se aplicara a los ciudadanos de Estados Unidos que trabajaban en la empresa y que dicha ley debía reformarse, para excluir a esos ciudadanos. Patterson le dijo a un traductor de Puerto Rico, contratado por él: «Dígale al Señor Presidente que yo soy hombre de negocios y que hablo poco», a lo que Arévalo respondió: «Por favor, dígale usted al Señor Embajador que yo soy político y que hablo mucho».
Una semana después, el embajador solicitó una segunda entrevista; en esta ocasión Patterson le dijo al traductor: «Dígale al Señor Presidente que estoy estudiando español. Así pronto hablaremos sin intermediario», a lo que Arévalo respondió: «Dígale al Señor Embajador que no se tome esas fatigas. Yo tengo cuarenta años de estar estudiando el idioma, y todavía no lo domino.» Patterson no se percató de la ironía presidencial. Las entrevistas continuaron. Al fin, Arévalo optó por atenderlo en la oficina presidencial, pero con un traductor elegido por el presidente. En la sexta o en la séptima entrevista, el embajador le dijo al traductor: «Dígale al Señor Presidente que vengo a ofrecerle un viaje a Estados Unidos, con el recorrido que él desee y durante el tiempo que le parezca; que mi gobierno no otorga condecoraciones pero que el Presidente Arévalo será condecorado en Washington; que será recibido espléndidamente y que, además, le daremos lo que él pida; pero que cambie de política»; Arévalo respondió: «Dile al Señor Embajador que mi esposa y yo hemos estado muy preocupados, en días pasados, por la noticia de que la señora de Patterson padecía un ataque de gripe, y que nos gustaría saber que ya está fuera de peligro». La respuesta ya no era irónica; era una franca manera de decirle al embajador estadounidense que su propuesta era denegada. El embajador se quedó atónito y solo pudo preguntar: «¿Usted le comunicó al presidente mi mensaje?», quien respondió: «Sí, Señor Embajador». Arévalo comentó en sus memorias: «La batalla estaba ganada. Guatemala se había salvado de un vil negocio, de esos viles negocios que suelen producirse en el escritorio presidencial».
Patterson, sin embargo, era obstinado, y sin pedir previamente audiencia, solicitó hablar con el presidente una vez más. Esta vez el traductor fue Raúl Osegueda, Secretario Privado de la Presidencia. El embajador dijo: «Infórmele al Señor Presidente que estaré ocho días en Washington. Dígale que me han dicho que a él le gustan las mujeres; que quiero traerle una pero deseo saber si la prefiere rubia o de pelo negro». Arévalo menciona en sus memorias: «Yo nunca había escuchado de un diplomático semejante ofrecimiento de servicios celestinos que solamente se justifican en un plano de íntima amistad. Me dio una profunda pena pensar que este hombre representaba a la nación que acababa de ganar una guerra mundial. Con no poco desprecio brindé la respuesta, ya sin ironía». La respuesta del presidente, comunicada por el traductor, fue ésta: «Efectivamente, me gustan las mujeres; pero que suelo buscármelas yo mismo».
El embajador estadounidense se convenció de que era demasiado difícil someter a Arévalo, y optó, entonces, por un recurso que resultó tan inútil como lo habían sido ya todos sus intentos hasta el momento: conspirar para derrocarlo.

#### Consejo de Ministros
| Ministerio de Estado                                   | Ministro                    |
| ------------------------------------------------------ | --------------------------- |
| Ministerio de Gobernación, Justicia y Previsión Social | Adolfo Almengor             |
| Ministerio de Relaciones Exteriores                    | Enrique Muñoz Meany         |
| Ministerio de la Defensa Nacional                      | Jacobo Árbenz Guzmán        |
| Ministerio de Educación                                | Manuel Galich               |
| Ministerio de Salud Pública y Asistencia Social        | Julio Domingo Bianchi Smout |
| Ministerio de Economía                                 | Manuel Noriega Morales      |
| Agricultura y Minería                                  | Roberto Guirola             |
| Ministerio de Comunicaciones y Obras Públicas          | Rafael Pérez de León        |
| Ministerio de Hacienda y Crédito Público               | Carlos Leónidas Acevedo     |

### Último año de gobierno
El último año de gobierno de Arévalo se caracterizó por una amplia libertad política tanto de expresión como en organización. En las ciudades, la creación de sindicatos, fue acompañada por leyes laborales que favorecieron en gran medida a las clases medias y bajas, aunque estas ventajas no se lograron percibir en las áreas rurales agrarias donde sus condiciones aún eran duras. Mientras que el gobierno hizo algunos esfuerzos por mejorar los derechos de los campesinos, su situación no se podía mejorar, sino a través de una reforma agraria a gran escala. La carencia de esta reforma fue una debilidad importante durante su administración, y un problema que su sucesor trato de enfrentar. El 15 de marzo de 1951 dejó la presidencia a su sucesor Jacobo Árbenz Guzmán.
Otras de las principales realizaciones de su gestión gubernamental fueron la creación del Instituto Guatemalteco de Seguridad Social (IGSS), la del Banco de Guatemala y la del Instituto de Fomento de la Producción (INFOP), además de la emisión del Código de Trabajo en 1947, de la Ley de Arrendamiento Forzoso de las Tierras Ociosas y de la Ley de Fomento Industrial.

## Gobierno de Árbenz y exilio

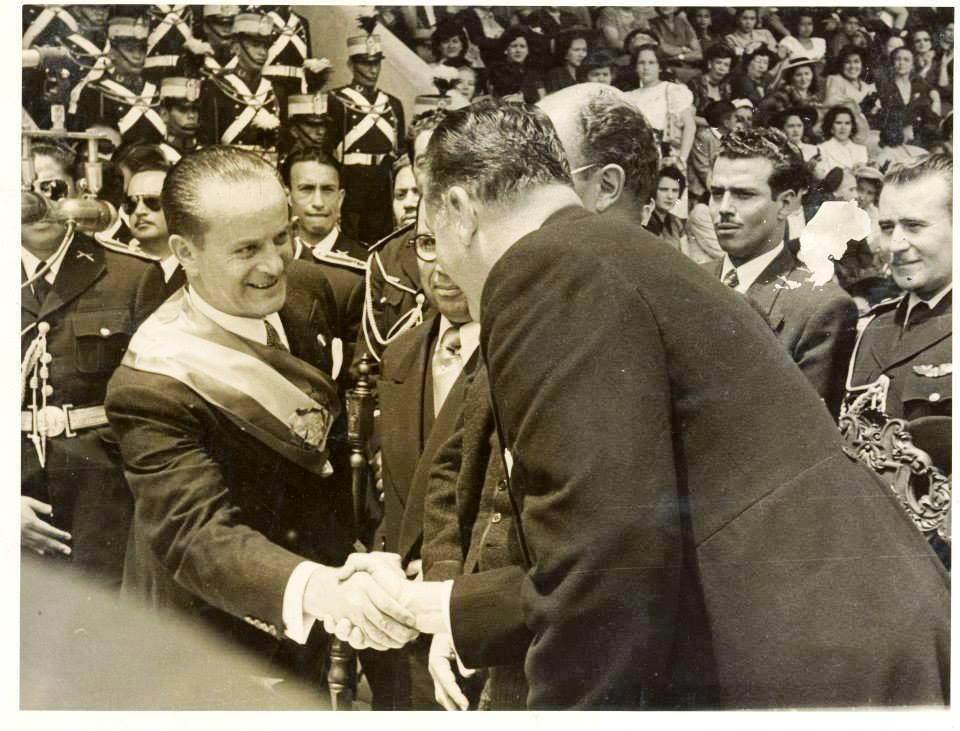
Toma de posesión de Jacobo Árbenz Guzmán

Poco después de entregarle el poder al coronel Jacobo Árbenz Guzmán en 1951, Arévalo fue nombrado por este como embajador itinerante. De esta cuenta, por los siguientes tres años Arévalo pasó tiempo en Europa y en América Latina a expensas del gobierno guatemalteco. Nunca se le pidió su opinión para asuntos del gobierno ni influenció ninguno de los eventos que ocurrieron durante el régimen arbencista.
Arévalo estaba en Chile cuando cayó Árbenz y allí se quedó para luego trasladarse a Uruguay en 1958 -en donde se reunió brevemente con Árbenz y su familia-. Uruguay, que había vivido con intensidad y optimismo todo el proceso revolucionario guatemalteco, y asistió con impotencia al final del gobierno de Árbenz fue un país hospitalario y supo recibir y albergar por un tiempo a los dos expresidentes de la denominada primavera democrática. Arévalo arribó a Montevideo en varias ocasiones antes, durante y después de la renuncia de Árbenz, estableciéndose de manera estable entre 1958, siendo en ese mismo año y lugar, donde nació su hijo Bernardo, y a principios del siguiente año, cuando aceptó una cátedra universitaria en Venezuela. Gozó de cierta libertad y pudo expresarse a través de artículos periodísticos que el semanario Marcha recibió gustoso.
Cuando Arévalo se mudó a Venezuela en 1959 reinició su carrera académica y escribió tres libros contra la política estadounidense en el hemisferio.  Para 1961 su tónica antiestadounidense cambió, pues aparte de criticar al presidente Dwight Eisenhower y a John Foster Dulles, atacó las políticas comunistas de Fidel Castro en Cuba y elogió al nuevo presidente estadounidense, el demócrata católico John F. Kennedy.
En 1963, el gobierno del presidente guatemalteco Miguel Ydígoras Fuentes estaba en crisis debido a la extensa corrupción e incompetencia de su administración Hacia el final de su mandato, Ydígoras estaba preparando a su sucesor, Roberto Alejos, pero este no fue bien recibido por la élite guatemalteca que empezó a buscar otros candidatos; para contrarrestar esta tendencia Ydígoras Fuentes entonces ofreció que las elecciones serían libres y que permitiría que participara el expresidente Arévalo como candidato.  Desde México, en donde se encontraba desde 1962, Arévalo empezó a hacer campaña política y -para congraciarse con la élite guatemalteca y con el ejército del país- empezó a hacer ataques personales a Árbenz, a repetir una y otra vez que siempre había sido un anticomunista y que nunca tuvo participación en la muerte del coronel Francisco Javier Arana.  Es más, llegó a decir que «todos en Guatemala saben quien mató a Arana, por qué fue asesinado y quién se benefició de su muerte».  Eso sí, Arévalo no se retractó de su crítica al régimen estadounidense de Eisenhower y dijo que luego de la elección de Kennedy «hubo un cambio de guardia, que los dinosaurios habían sido derrotados y que la Gran República era regida por nuevos hombres - hombres que habían estudiado en Harvard.»
Mientras Arévalo se pronunciaba desde México, la situación en Guatemala se volvió. Analistas de la embajada de los Estados Unidos en el país reportaron que si en efecto se daban elecciones libres, Arévalo era el seguro ganador pues recibiría los votos de todos aquellos que detestaban a los gobiernos contrarrevolucionarios; pero su gobierno no tendría base, pues ni la élite del país ni el ejército guatemalteco aceptarían al nuevo presidente, que les heredó a Árbenz.  El 30 de marzo de 1963 los periódicos anunciaron que Arévalo había regresado a Guatemala, que había llegado a liderar a quienes lo apoyaban, y que permanecería en el país aunque le «costara la vida»; pero dos días después ya estaba exiliado nuevamente en México, pues el 31 de marzo el ejército le dio un golpe de Estado a Ydígoras Fuentes, instaló a una junta militar dirigida por el coronel Enrique Peralta Azurdia, y canceló las elecciones.
De acuerdo a miembros de la élite guatemalteca de esa época, Ydígoras nunca pretendió que las elecciones fueran libres; simplemente quería que la élite apoyara a Alejos y utilizó la reputación de Arévalo para chantajearla, pero su plan falló.

## Regreso definitivo a Guatemala
Durante la Contrarrevolución, Arévalo fue símbolo de comunión con el comunismo.  Arévalo y sus familiares, cercanos y lejanos, sufrieron persecución; algunos de ellos tuvieron que ir al exilio también.  Mientras otros familiares lograron retornar a Guatemala, se dice que los gobiernos de turno temían que, al retorno de Arévalo, el pueblo se levantara exigiendo libertades que habían sido estranguladas durante la Contrarrevolución.  Esa es una de las razones por las que el doctor Arévalo no pudo retornar al país, por muchos años.
Cuando su madre, doña Maria Elena Bermejo de Paz, falleció, durante el gobierno del licenciado Julio César Méndez Montenegro (1966-1970), éste no le permitió retornar al país para las exequias de la señora.  Ese hecho fue indudablemente doloroso para el expresidente, debido a que el licenciado Méndez Montenegro había sido un personaje notable durante el periodo de la Revolución de 1944 y su presidencia se autoproclamaba como el "segundo gobierno de la Revolución".  Durante la última etapa de los gobiernos militares, a mediados de la década de 1970, el Dr. Arévalo regresó a Guatemala. "A pesar de que era un secreto a voces la estadía del exgobernante en Guatemala, en las esferas oficiales se mantuvo total hermetismo" (ver nota de Prensa Libre, para esa ocasión). 
En 1985 se efectuaron elecciones libres, siendo electo el licenciado e ingeniero Marco Vinicio Cerezo Arévalo, postulado por la Democracia Cristiana.  En enero de 1986, se reunió con el flamante presidente unas cuantas horas después de que había tomado posesión del cargo y dijo que "nunca había esperado estar vivo cuando en Guatemala retomara el poder un civil". Celebró la ocasión diciendo: «La revolución de octubre va a tener un segundo capítulo».  A pesar de ese optimismo que pudo haber mostrado el ex-gobernante, la orientación ideológica del licenciado Cerezo Arévalo distaba muchísimo de la profesada durante los gobiernos de la Revolución de Octubre.
Vinicio Cerezo le concedió una pensión vitalicia debido a que, a pesar de ser un expresidente, era el único exgobernante que nunca había gozado de ese beneficio.  Era frecuente ver al doctor Arévalo pasear a pie por el centro de la ciudad de Guatemala; la gente lo saludaba.  También era frecuente verlo conducir un automóvil Skoda, muy sencillo, por las calles del centro de la ciudad, en compañía de su esposa.

## Reconocimientos y distinciones
- El Ministerio de Educación de Guatemala instituyó la Orden Pedagógica Juan José Arévalo Bermejo.[50]
- Orden de Duarte, Sánchez y Mella, en el grado de Gran Cruz Placa de Oro, de la República Dominicana el 27 de marzo de 1972.[51]
- Durante el bicentenario de Argentina, Arévalo fue incluido junto a Jacobo Árbenz, en la Galería de Patriotas Latinoamericanos del Bicentenario. Arévalo y Árbenz son los únicos patriotas guatemaltecos.

## Muerte
El Dr. Arévalo Bermejo, murió en octubre de 1990 en un hospital de la Ciudad de Guatemala a los 86 años de edad, y fue enterrado en Taxisco, Santa Rosa. Siendo el único presidente que recibió funeral de estado.

## Publicaciones
- Método Nacional de Lectura, 1927
- Viajar es vivir, 1933
- Geografía elemental de Guatemala, 1936
- La pedagogía de la personalidad (Euckenn-Budde-Gaudig-Kesseler), 1937[53]
- La filosofía de los valores en la pedagogía, 1939
- La adolescencia como evasión y retorno, 1941
- Escritos pedagógicos y filosóficos, 1945
- La pedagogía de la personalidad, 1948
- Escritos políticos y discursos, 1953
- Istmania; o, La unidad revolucionaria de Centroamérica, 1954
- Fábula del tiburón y las sardinas: América latina estrangulada, 1956
- Antikomunismo en América Latina: radiografía del proceso hacia una nueva colonización, 1959
- Guatemala, la democracia y el imperio, 1964
- La personalidad, la adolescencia, los valores, 1974
- El concepto de la amistad según los escolares, 1985

### Escritos Autobiográficos
- Memorias de aldea, 1963
- La inquietud Normalista, 1970
- La Argentina que yo viví, 1975
- El candidato blanco y el huracán, 1984
- Despacho presidencial, 1998 (publicación póstuma)